# East Clubbers
East Clubbers est un groupe de Trance/Dance d'origine polonaise formé par DJ Silver et DJ Sqren en 2004. Trois mois après la création sort leur premier album appelé E-Quality

## Discographie

### Album
- 2004:  E-Quality
- 2007:  Never Enough

### Sons
- 2004 "Action"
- 2004 "All systems go"
- 2004 "Beat is Coming"
- 2004 "Bungee"
- 2004 "East Parade"
- 2004 "Equal in love"
- 2004 "Feelin'"
- 2004 "Happy"
- 2004 "It's A Dream"
- 2004 "Silence"
- 2004 "Walk Alone"
- 2004 "Wonderful Dancing"
- 2004 "The Real Thing"
- 2004 "To the moon and back"
- 2005 "More More More"
- 2005 "Like a Drug"
- 2005 "Russian"
- 2006 "It's a dream"
- 2006 "Sextasy"
- 2006 "Sometimes"
- 2007 "Drop"
- 2007 "Make Me Live"
- 2007 "My Love"
- 2007 "Never turn away"
- 2007 "Sexplosion"
- 2008 "It's My Life"
- 2008 "Dance Now"
- 2008 "Where are you"
- 2009 "Another Day"

### Singles officiels
- 2006 "Sextasy"
- 2007 "My Love"
- 2007 "Make Me Live"
- 2008 "It's My Life"
- 2008 "Where Are You"
- 2009 "Another Day"

### Remix officiels
- Groovebusterz - Destiny (East Clubbers remix)
- Ivan & Delfin – Czarne Oczy (East Clubbers rmx)
- Mandaryna – L'été Indien (East Clubbers Extended)
- Mandaryna – Stay Together (East Clubbers Remix)
- Queens – We're The Queens (East Clubbers Dancecore Maxi)
- Queens – We're The Queens (East Clubbers Dancecore Radio Edit)
- Queens – We're The Queens (East Clubbers Dance Mix)
- Queens – We're The Queens (East Clubbers Latino Mix)
- Queens – We're The Queens (East Clubbers Summer Mix)
- Sławomir Łosowski – Niebo, które czeka (East Clubbers radio mix)
- Sławomir Łosowski – Niebo, które czeka (East Clubbers house remix)